# Craugastor bocourti
Craugastor bocourti es una especie de Anura de la familia Craugastoridae.
Es endémica de Guatemala y se ha observado únicamente en las montañas de Alta Verapaz y en la Sierra de las Minas, a una altitud de 1300-1700 m s. n. m.
Su hábitat natural se conforma de bosque topical y subtropical húmedo montano. 